# ウィリアム・ベネット (フルート奏者)
ウィリアム・ベネット（William Bennett, 1936年 - 2022年5月11日）は、イギリスのフルーティスト。
ロンドン交響楽団、アカデミー室内管弦楽団やイギリス室内管弦楽団ほか多くのオーケストラの首席奏者を歴任した。数多くのフルーティストの養成にも貢献し、楽器の性能改善にも尽力した。1995年には女王エリザベス2世より、その音楽への貢献に対して名誉大英勲章第4位（O.B.E）を受章。

## 経歴
1936年、ロンドン生まれ。ロンドンにてジェフリー・ギルバートに、フランスではジャン＝ピエール・ランパルとマルセル・モイーズに学ぶ。
ロンドン交響楽団、アカデミー室内管弦楽団やイギリス室内管弦楽団ほか多くのオーケストラの首席奏者を歴任している。
ソリストとしても国際的に広く活躍をし、イ・ムジチやイギリス室内管弦楽団との共演・録音は世界的に極めて高い評価を得ている。
1960年代後半に、他のイギリス人のフルート奏者とイギリスのフルートメーカーと協力して、音程を改善した「ベネット・クーパー・スケール」を開発した。このスケールは現在世界のフルートの標準になっている。